# Redessan
Redessan é uma comuna francesa na região administrativa de Occitânia, no departamento de Gard. Estende-se por uma área de 15,57 km². Em 2010 a comuna tinha 4 140 habitantes (densidade: 265,9 hab./km²).